# Landon Donovan
Landon Timothy Donovan (Ontario, California, 4 de marzo de 1982) es un exfutbolista estadounidense. Jugaba como mediapunta y su último equipo fue el Club Leon de la Liga MX de México. Es considerado el mejor jugador de la historia de su país.
Se graduó en el programa de residencia de la Federación de Fútbol de los Estados Unidos y es considerado como uno de los mejores futbolistas estadounidenses de todos los tiempos. Empezó su carrera futbolística en la Copa Mundial de Fútbol Sub-17 de 1999, donde su actuación le valió el premio a mejor jugador del torneo y atrajo la atención de varios clubes europeos, entre ellos el Bayer Leverkusen de la Bundesliga alemana, el cual terminaría fichándolo. No obstante, Donovan dejó el club alemán al poco tiempo y jugó gran parte de su carrera en el Los Angeles Galaxy de los Estados Unidos, con el que ganó la MLS Cup en 2005, 2011 y 2012. Durante su extensa carrera en la MLS, fue destacado múltiples veces como el mejor jugador de la liga y miembro del equipo estelar en cantidades récord. 
Donovan regresó a Europa en varias ocasiones: En 2009 fue cedido al F.C. Bayern de Múnich y en 2010 y 2012 jugó con el Everton F.C. de la Premier League inglesa. El periodo en Inglaterra fue mucho más exitoso que sus primeras dos experiencias europeas en Alemania; llegó a ser el jugador del mes de enero de la Premier League de 2010 y 2012 y se convirtió en un favorito de la hinchada del club de Liverpool.
Con la selección mayor de los Estados Unidos, Donovan jugó en tres copas mundiales, ganó cuatro Copas Oro de la CONCACAF y actualmente es el máximo anotador histórico y el segundo jugador con más partidos jugados con su país detrás de Cobi Jones. También fue nombrado como el mejor jugador de la selección nacional del año por la prensa deportiva de los Estados Unidos en siete ocasiones, más que ningún otro futbolista estadounidense.

## Trayectoria

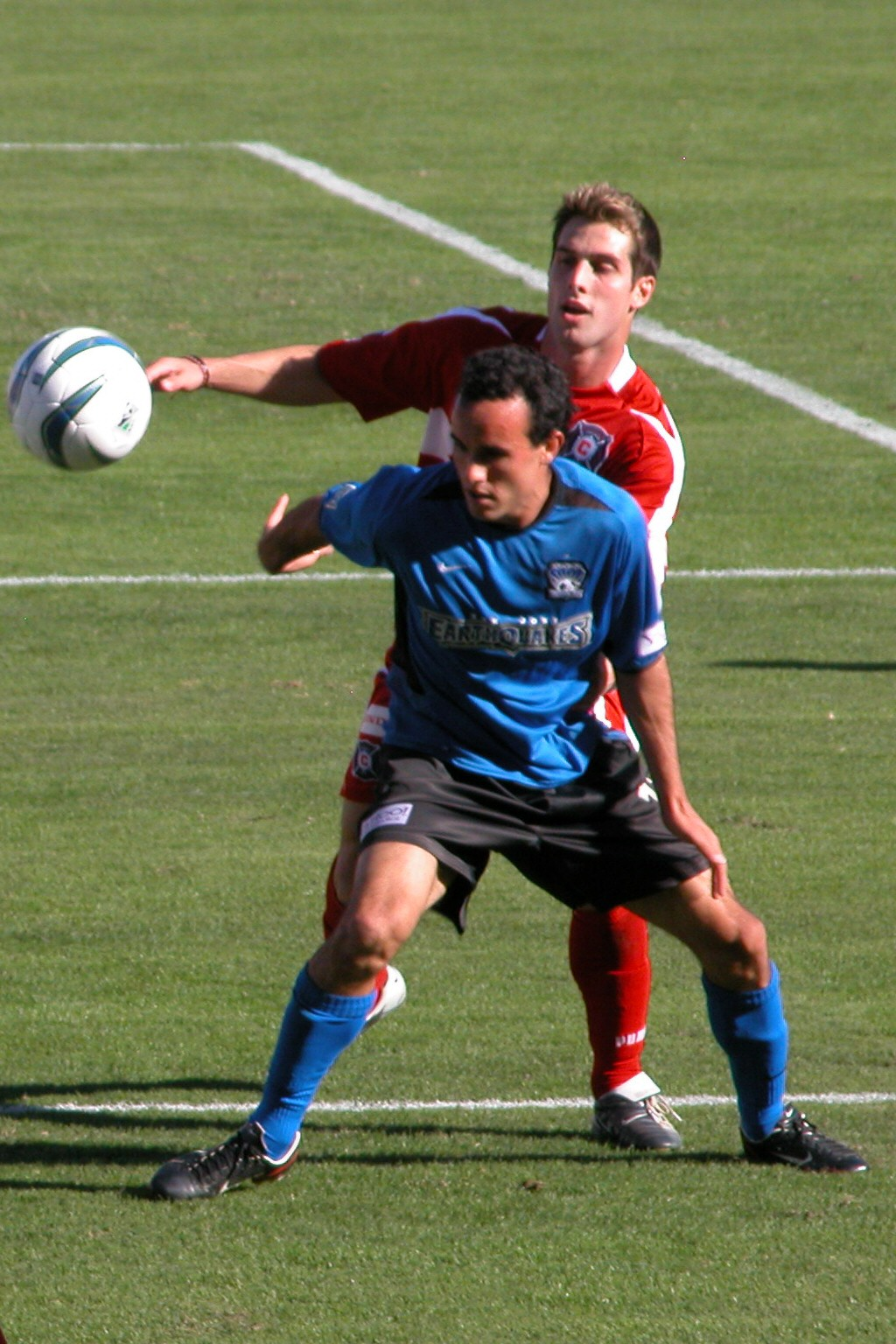
Landon Donovan con San Jose Earthquakes, en el 2003

### Inicios
Donovan es hijo de Edgar Bryan Donovan Durand, un jugador semiprofesional de hockey originario de Canadá, y Donna Lizzet Kenney-Cash, una maestra de educación especial. Se crio en Redlands, California, y asistió a la Secundaria Redlands East Valley. Donovan fue miembro de la clase inaugural del programa de residencia de la Federación de Fútbol de los Estados Unidos en Bradenton, Florida, junto a muchos otros jugadores de la selección nacional, incluyendo a Oguchi Onyewu, DaMarcus Beasley, Michael Bradley, Jozy Altidore y Jonathan Spector. Además, hasta 1999, jugó 41 partidos y anotó 35 goles en la selección sub-17.

### Bayer Leverkusen
A finales de 1999, Donovan se unió al club alemán Bayer Leverkusen, tras ser descubierto durante la Copa Mundial de Fútbol sub-17 por el entonces director deportivo del club, Michael Reschke. No obstante, no se sintió a gusto en su primera temporada en Europa y, pese a haber jugado 20 partidos y anotado seis goles con el equipo de reservas del Leverkusen, firmó un contrato de cuatro años para jugar de préstamo con el San Jose Earthquakes de la Major League Soccer (MLS) estadounidense a partir de la temporada siguiente. Años después admitió su falta de adaptación al fútbol de Alemania y dijo que simplemente era muy joven y no estaba listo para la experiencia en el fútbol europeo cuando llegó al Leverkusen.

### San José Earthquakes
Tras su llegada a San José en 2001, Donovan se convirtió en una de las estrellas de la MLS. Terminó su primera temporada como el segundo mejor anotador de los Earthquakes, con siete goles, y el mayor asistidor, con diez. Fue nombrado All-Star MVP o «Jugador Más Valioso de las estrellas de la MLS» tras una destacada participación en la que anotó cuatro tantos. Marcó cinco goles en seis partidos en la postemporada, incluyendo uno en la final de la MLS Cup, la cual San José ganó por primera vez en su historia. También fue el segundo máximo anotador de los Earthquakes en 2002, pese a ausentarse dos meses durante la temporada para participar con su selección en la Copa Mundial de Fútbol de 2002.
En 2003, ganó una segunda MLS Cup con San José y fue nombrado Jugador Más Valioso de la final. En esta temporada también anotó su primera tripleta en un partido contra los Kansas City Wizards el 20 de septiembre. Ese mismo año Donovan fue elegido Jugador del Mes en dos ocasiones y formó parte del equipo estelar de la liga. En la temporada siguiente volvió a ser el máximo asistente de su equipo, que se clasificó de nuevo para la fase de postemporada, aunque finalmente no pudieron repetir el título logrado el año anterior.
Donovan fue proclamado Futbolista del Año por la Federación de Fútbol de los Estados Unidos en 2003 y 2004, y la prensa estadounidense lo eligió como el Futbolista Honda del Año consecutivamente en 2002, 2003 y 2004.

### Los Ángeles Galaxy (2005-2008)
Tras finalizar su contrato de préstamo con San José, Donovan regresó al Leverkusen en 2005, cuya directiva decidió respetar sus deseos de jugar en la MLS y le permitió fichar con el LA Galaxy el 31 de marzo de 2005. En su primera temporada con el club angelino ganó la MLS Cup, anotó dieciséis goles, registró once asistencias, y fue seleccionado entre los once mejores jugadores de la temporada.
En 2006, jugó un número limitado de partidos en la MLS debido a su participación con la selección de fútbol de los Estados Unidos en la Copa Mundial de Fútbol en Alemania. A su regreso, jugó todos los partidos restantes de la liga con su club, anotando doce goles y registrando ocho asistencias en un total de veinticuatro encuentros.
En la temporada 2007, Donovan estuvo involucrado en más de la mitad de los goles de su equipo, registrando trece asistencias y ocho goles. Además, lideró a su equipo en goles marcados en la SuperLiga Norteamericana, donde ayudó al Galaxy a alcanzar la final del torneo con cuatro anotaciones en cinco partidos. Ese mismo año tomó parte en el Juego de las Estrellas de la MLS por séptima vez consecutiva. Su club lo nombró además Humanitario del Año, premio otorgado a los deportistas que se distinguen tanto por su actuación en el campo de juego como por su labor social.

### Cesión al Bayern de Múnich
Al finalizar la temporada 2008 de la MLS, Donovan viajó a Alemania para entrenarse con el Bayern de Múnich de la Bundesliga alemana. Fue cedido a este club por el resto de la temporada de la Bundesliga tras impresionar al entrenador Jürgen Klinsmann, antiguo consejero técnico de LA Galaxy. No obstante, solo jugó seis partidos competitivos en Alemania y el Bayern finalmente decidió no extender el préstamo debido a que ya tenían fichados a tres jugadores veteranos. Donovan regresó al Galaxy a finales de mayo de 2009.

### Los Ángeles Galaxy (2008-2009)
Al regresar de Alemania en 2008, Donovan continuó sus prolíficas campañas con el Galaxy. Fue el máximo anotador de la temporada 2008 con 20 goles, formó parte del equipo estelar por octava vez y terminó segundo en la votación para Jugador Más Valioso de la temporada.
En 2009 fue un jugador esencial para que su equipo alcanzara la final de la MLS Cup por primera vez desde 1995 y ganó el premio al Jugador Más Valioso de la temporada por primera vez en su carrera. Terminó la temporada con 12 goles y 6 asistencias, pese a jugar menos partidos que la temporada anterior debido a sus compromisos internacionales con los Estados Unidos en la Copa Confederaciones.

### Primera cesión al Everton

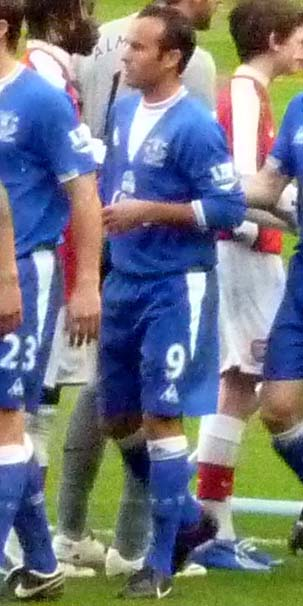
Donovan en su debut con el Everton

Donovan fichó en calidad de préstamo con el Everton en el inicio de la segunda parte de la temporada 2010 de la Premier League. A diferencia de sus etapas en Alemania con el Bayer Leverkusen y Bayern Múnich, tuvo bastante éxito con los Toffees. En total, jugó en trece partidos, marcó dos goles y fue reconocido como el jugador del mes en enero. Everton pretendía extender la cesión por seis meses más al terminar la temporada 2009-10 de la Premier League, pero el LA Galaxy rechazó esta propuesta. Donovan también expresó que quería quedarse en el club inglés en forma permanente, o por lo menos por más tiempo.

### Regreso al LA Galaxy (2010-2011)
En el 2010, Donovan sumó a su importante participación en la Copa del Mundo un récord de dieciséis asistencias en la MLS y conquistó el tercer Supporters' Shield en la historia del Galaxy. Además, con los seis tantos que anotó, se convirtió en el máximo goleador histórico del Galaxy, superando los 71 goles de Cobi Jones. Ese mismo año volvió a ser seleccionado para el partido de las estrellas de la MLS y el equipo estelar de la liga, y terminó segundo en la votación del jugador más valioso.
La temporada 2011 culminó con la captura de su segundo título consecutivo de la MLS, además del Supporters' Shield. En el partido por el campeonato anotó el gol de la victoria frente al Houston Dynamo en el minuto 72, y su actuación le valió ser elegido el jugador más valioso de la final. A nivel personal, ganó el premio al mejor jugador del club durante la temporada, fue elegido al equipo estelar de la MLS y terminó la temporada regular con doce goles y tres asistencias, pese a perderse once partidos debido a una lesión y por haber atendido llamadas de su selección.

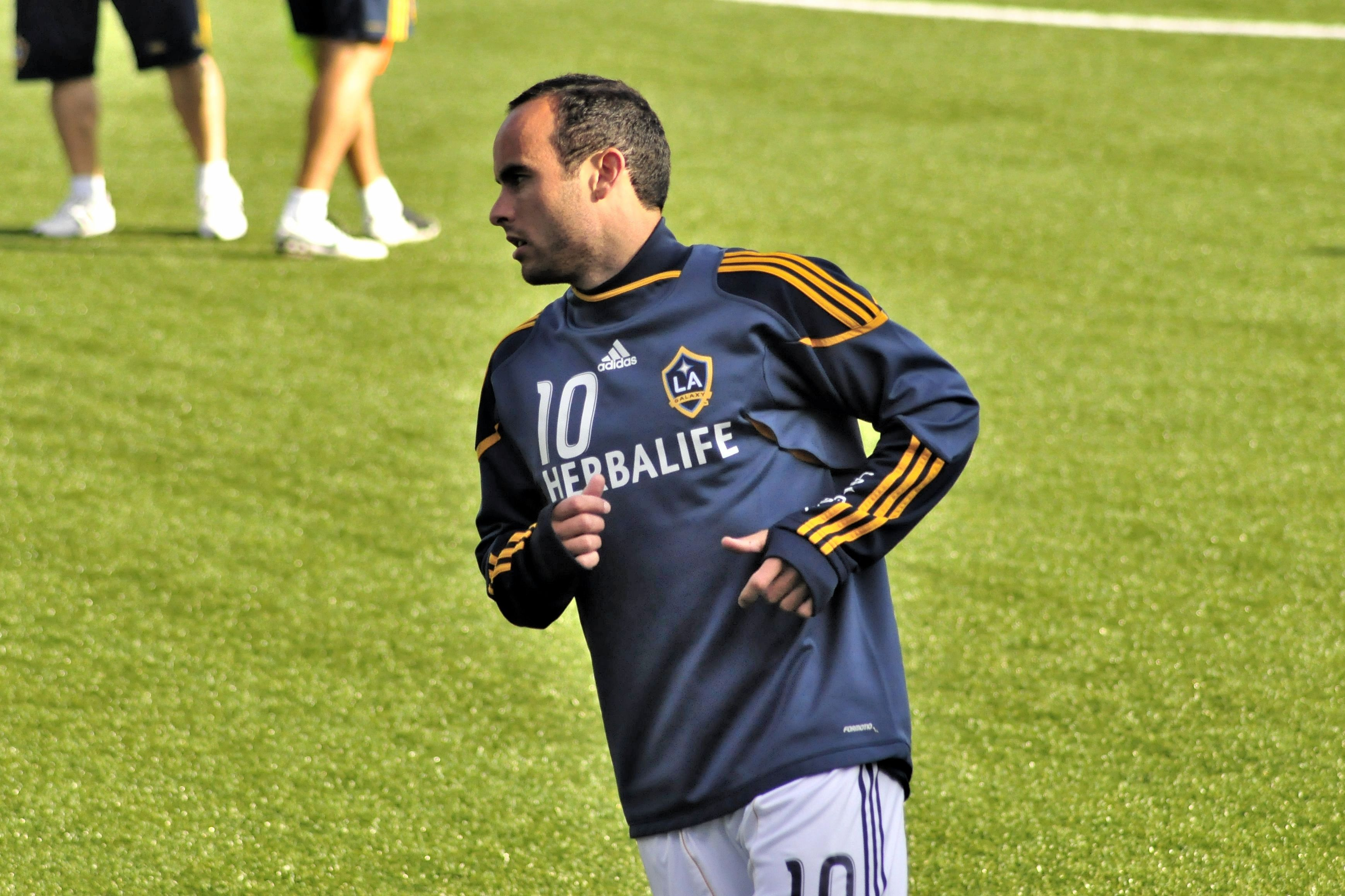
Donovan durante el calentamiento de un partido con el Galaxy en julio de 2011

### Segunda cesión al Everton
Donovan regresó al Everton en préstamo los meses de enero y febrero de 2012. Aunque no llegó a anotar ningún gol en este nuevo periodo con el club inglés, acumuló siete asistencias y tuvo sólidas actuaciones en los nueve partidos que jugó, por lo que fue designado jugador del mes en enero. Durante una entrevista para FIFA.com en mayo de 2012, el jugador reiteró que le gustaría volver al Everton.

### Galaxy (2012 - 2018)
Luego de su segunda cesión al Everton, el estadounidense regresó al Galaxy en febrero de 2012, unos días antes de lo anticipado. Se reincorporó al equipo a tiempo para la pretemporada y el primer partido competitivo de la temporada, el encuentro de ida por los cuartos de final de la Liga de Campeones de la CONCACAF ante el Toronto FC. Donovan jugó el partido completo y marcó el gol del empate para el Galaxy durante los minutos finales del encuentro.
En 2012, disfrutó de una buena primera mitad de temporada y julio de 2012 volvió a ser seleccionado para el juego de las estrellas de la MLS por los aficionados de la MLS, junto con otros jugadores destacados como David Beckham y Thierry Henry.
En agosto de 2012, en una entrevista previa al partido amistoso entre Estados Unidos y México en el Estadio Azteca, Donovan reveló que probablemente no renovaría su contrato con el Galaxy cuando este expirara al final de 2013, y que quizá se retiraría al final de esa temporada o terminaría su carrera con el Boca Juniors. A tan sólo días de comenzar la postemporada de la MLS, volvió a reiterar su deseo de dejar el fútbol en un futuro cercano en una entrevista con ESPN. No obstante, Donovan destacó en los primeros partidos de la ronda eliminatoria, anotando goles o entregando asistencias claves en las victorias contra Vancouver y San José. Finalmente, Donovan y el Galaxy terminaron la temporada levantando la MLS Cup, pero días después Donovan anunció que tomaría un respiro del fútbol en forma indefinida —algo de lo que ya había hablado en octubre— indicando que se sentía física y mentalmente exhausto y que debía alejarse del juego por un tiempo. Donovan permaneció como jugador activo en las listas del club angelino, pero no participó en la pretemporada ni en los primeros partidos del equipo en la MLS en 2013.
Durante su periodo de inactividad, Donovan evitó dar declaraciones a la prensa hasta que finalmente accedió a participar en un foro en la Universidad del Sur de California. Allí explicó más a fondo las razones por las cuales había dejado el fútbol profesional de manera temporal y su deseo de volver a jugar tanto con el Galaxy como con la selección estadounidense. Días después su club confirmó que se reincorporaría a los entrenamientos en el mes de marzo. El 26 de marzo de 2013 participó con el equipo en un evento en la Casa Blanca donde fueron recibidos por el presidente estadounidense Barack Obama; esta fue la primera ocasión después de la final de la MLS Cup en la que fue avistado en condiciones oficiales con el club. Se reintegró completamente a los entrenamientos dos días después.
Donovan jugó su primer partido luego de su periodo sabático el 30 de marzo de 2013, ingresando en el segundo tiempo en el empate 2-2 contra Toronto FC. Casi un mes después, el 20 de abril, anotó su primer gol de la temporada en la victoria 2-0 sobre el Sporting Kansas City.
El 26 de julio de 2013 fue nombrado por 13.o año consecutivo al Juego de las Estrellas de la MLS, esta vez en reemplazo del lesionado Robbie Keane. Dos semanas después del partido de las estrellas, Donovan anotó su primera tripleta de la temporada en el empate 3-3 ante el FC Dallas, consiguiendo de esta manera superar los 150 goles en su carrera en la MLS.
El 28 de agosto de 2013, y luego de varios días de especulaciones sobre el futuro del futbolista, el LA Galaxy anunció que Donovan renovaría su contrato por varios años más.
Donovan fue seleccionado en julio de 2014 a su decimocuarto partido de las estrellas de la MLS, junto a su compañero de equipo Omar González. Donovan anotaría el gol de la victoria 2-1 para las estrellas de la MLS en ese partido.
Fue un jugador importante en la postemporada del Galaxy en 2014, destacándose en el segundo partido de las semifinales de conferencia en el cual anotó una tripleta y entregó una asistencia. Jugó su último partido el 7 de diciembre de 2014, ayudando al Galaxy a ganar su quinta MLS Cup con la victoria 2-1 sobre el New England Revolution. Poco después de su retiro, el 15 de enero de 2015, la liga honró al futbolista nombrando el premio al Jugador Más Valioso de la Major League Soccer en su nombre.
El 8 de septiembre de 2016 anuncia su regreso al Galaxy.

### Regreso tras el retiro: León C. F.
El 12 de enero de 2018 volvió tras un año de retiro para transformarse en refuerzo del León C. F. de México, este equipo fue el sexto club en la carrera del jugador nacido en California.

### San Diego Sockers
El 24 de enero de 2019 Donovan firmó con los San Diego Sockers en la Major Arena Soccer League.

## Trayectoria como entrenador

### San Diego Loyal SC
El 14 de noviembre del 2019 se uniría al San Diego Loyal SC de la USL Championship. A su llegada al club que ayudo a fundar, recibió críticas debido a su inexperiencia, que sería complementado por un staff ya experimentado como lo son Paul Buckle y Shannon MacMillan.
Durante su primera temporada terminaría con 6 victorias, 5 empates y 5 derrotas, además de 2 juegos abandonados después de supuestos insultos raciales y homofóbicos por parte de los equipos LA Galaxy II y Pheonix Rising, mismos que según desde el club, quedaron impunes.
En diciembre de 2022 sería elevado como vicepresidente ejecutivo del mismo club, y en ese puesto quedaría hasta la extinción del club después de 4 años de operaciones en la segunda división estadounidense en octubre de 2023, debido a la inhabilidad de poder encontrar un estadio además de la expansión de la MLS hacia la ciudad de San Diego.

### San Diego Wave
El 16 de agosto de 2024 sería nombrado como director técnico interino del club femenil de San Diego Wave FC de la National Women's Soccer League.

## Selección nacional
Donovan comenzó a jugar para su selección desde muy joven y ha sido siempre uno de sus jugadores más notables, tanto en las selecciones inferiores como en la absoluta.

### Selecciones inferiores
Donovan participó en la Copa Mundial de Fútbol Sub-17 de 1999, donde Estados Unidos alcanzó el cuarto puesto y ganó el botín de oro, premio otorgado al mejor jugador del torneo.
En el 2000 participó en los Juegos Olímpicos. No pudo jugar en los primeros partidos debido a que no tenía la edad reglamentaria, pero anotó un gol en el último encuentro de la fase de grupos contra Kuwait, ganado por Estados Unidos por 3-1. La selección alcanzó de nuevo el cuarto lugar.
En el 2001 representó a su país en la Copa Mundial de Fútbol Sub-20 de 2001 que tuvo lugar en Argentina. En esta ocasión, el equipo llegó a los octavos de final.

### Selección absoluta

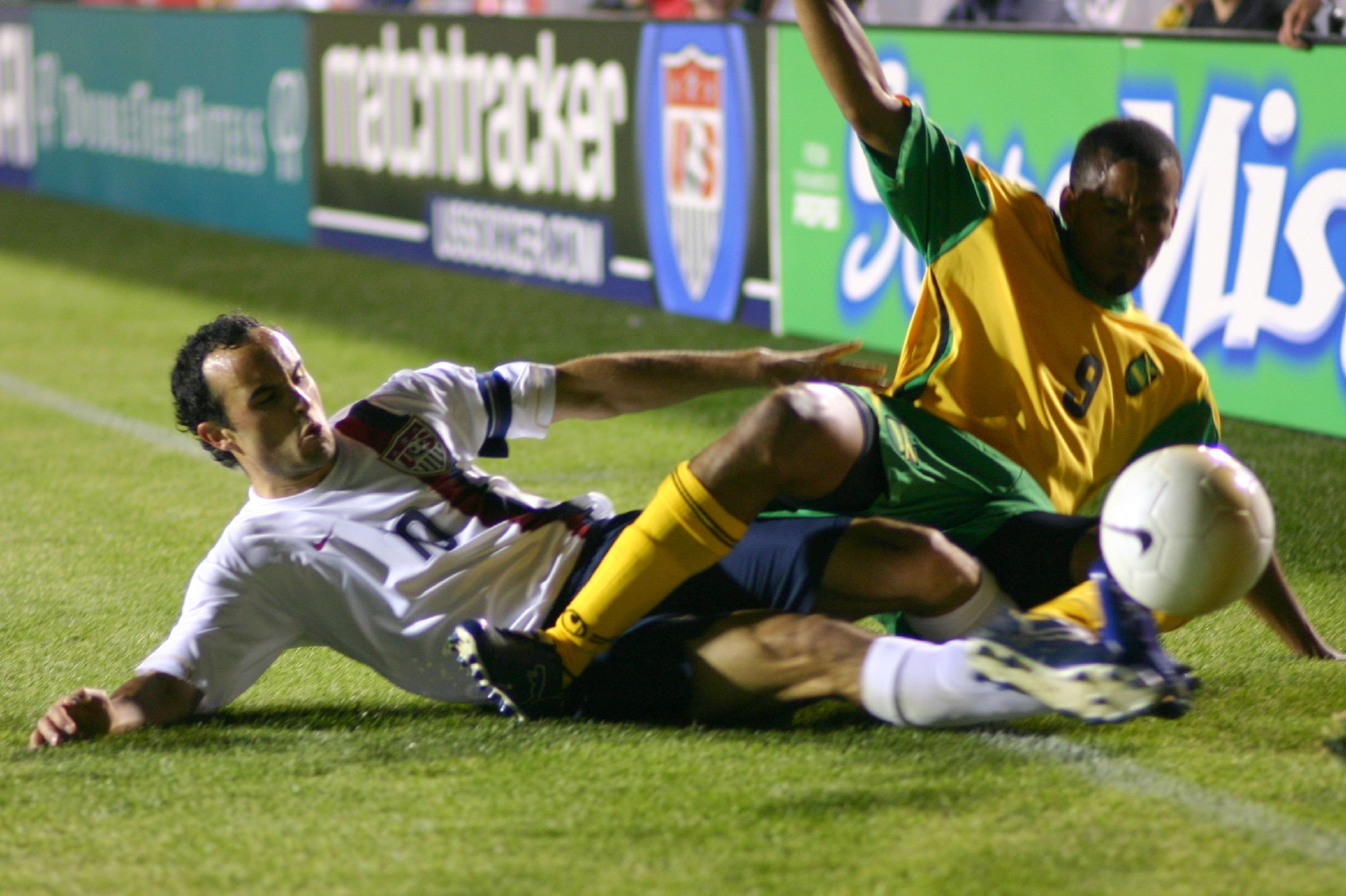
Donovan y Fabian Dawkins en un partido de la selección de EE. UU. contra en 2006

Landon Donovan disputó su primer partido internacional con diecisiete años frente a México, el 25 de octubre del 2000. En 2002, jugó —y ganó— su primer torneo internacional oficial con los Estados Unidos a los diecinueve años, cuando los estadounidenses se hicieron de la Copa de Oro de la Concacaf por segunda vez en su historia. En ese torneo, Donovan fue titular en todos los partidos, anotó un gol en la fase de grupos ante Corea del Sur y fue incluido en el equipo estelar.
Meses después fue convocado para la Copa Mundial de Fútbol de 2002, en donde los Estados Unidos tuvieron su mejor participación de los últimos tiempos, alcanzando los cuartos de final del torneo donde perdió ante el  equipo alemán, que se proclamaría finalmente subcampeón. Donovan anotó un gol clave en los octavos de final ante México y fue seleccionado como el mejor jugador joven del mundial por sus notables actuaciones durante todo el torneo.
Jugó su segunda Copa del Mundo con los Estados Unidos en 2006. En esta ocasión Estados Unidos quedó eliminado en la primera ronda tras caer ante República Checa y Ghana y empatar contra Italia, pese a la meritoria actuación de Donovan, especialmente en el encuentro contra el equipo italiano.
Un año después del fracaso en Alemania, el equipo estadounidense se coronó campeón de la Copa de Oro de la Concacaf 2007, clasificándose así para la Copa Confederaciones de 2009. Donovan jugó en todos los partidos del torneo y anotó el crucial gol del empate desde el punto penal en la final ante México, que Estados Unidos terminaría ganando 2-1 con un gol de Benny Feilhaber minutos más adelante.

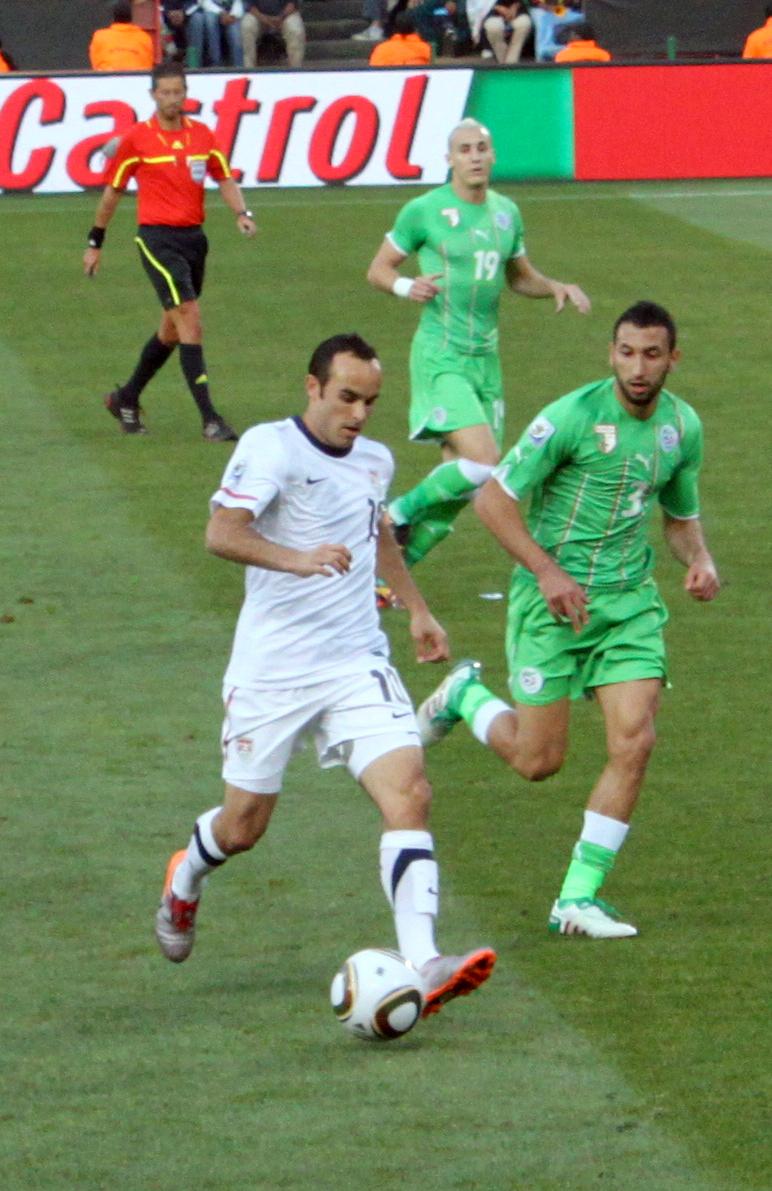
Landon Donovan en un partido contra Argelia en la Copa Mundial de Fútbol de 2010

En 2009, Donovan fue parte del equipo estadounidense que disputó el subcampeonato en la Copa FIFA Confederaciones, venciendo 2-0 en la semifinal a España, número uno en la clasificación mundial de la FIFA y que ostentaba hasta entonces un récord de 35 partidos invicta. Anotó uno de los dos goles de su selección en la final contra Brasil, partido que perdieron por 3-2. El estadounidense terminó el torneo con dos goles en cinco presentaciones.
En la Copa Mundial de Fútbol de 2010 tuvo excelentes actuaciones en los tres encuentros de la primera ronda y consiguió en dos ocasiones el galardón al Mejor Jugador del Partido otorgado por la FIFA. Marcó dos goles, uno contra Eslovenia y otro contra Argelia, el único gol del partido y que le dio el pase a Estados Unidos a la segunda ronda. Donovan fue nombrado el jugador de ese partido, y el equipo estadounidense obtuvo el Premio ESPY al mejor momento deportivo de 2010 de los Estados Unidos por su gol, marcado en los momentos finales del tiempo de descuento. Esta fue la primera vez desde 1930 que Estados Unidos ganó su grupo, acabando por encima de los equipos de Inglaterra y Eslovenia que terminaron segundo y tercero respectivamente. Gracias al éxito conseguido en el partido contra Argelia, se llegó a especular sobre la posibilidad de una reconciliación con su esposa, la modelo estadounidense Bianca Kajlich, de la que estaba separado desde octubre de 2009; sin embargo, la pareja comenzó los trámites para el divorcio a finales del mismo año.
En los octavos de final contra Ghana, esta acabó por delante del marcador en el primer tiempo, pero Donovan anotó un tiro penal cobrado por una falta contra Clint Dempsey y empató el partido en el segundo tiempo. Ya en tiempo suplementario, Asamoah Gyan marcó el 2-1 final a favor de Ghana, que eliminó así a Estados Unidos. Donovan fue el máximo goleador del Mundial de su equipo y el noveno de todas las selecciones, con tres goles en cuatro partidos. Además, se convirtió en el tercer estadounidense en anotar goles en dos copas del mundo diferentes, junto a Brian McBride y Clint Dempsey.
En 2011 jugó la Copa de Oro de la Concacaf en los Estados Unidos. Tras un par de partidos mediocres en la fase de grupos, el entrenador Bob Bradley decidió dejarlo fuera del combinado titular para el partido de cuartos de final ante Jamaica y el partido de semifinales contra Panamá, pero Donovan ingresó en el segundo tiempo de este último y fue el responsable del pase a Clint Dempsey que resultó en el único gol del partido y la clasificación de Estados Unidos para la final. Volvió a la titularidad para el partido por el campeonato ante México y anotó el segundo gol del partido que puso a Estados Unidos al frente 2-0 en el primer tiempo. No obstante, terminarían perdiendo 4-2.
Donovan arrancó la temporada de 2012 con la selección internacional con una tripleta y una asistencia en un partido amistoso preparatorio para las eliminatorias de la Copa Mundial de Fútbol de 2014, que su selección ganó 5-1 frente a Escocia en Jacksonville el 26 de mayo. Luego de esta notable actuación, Donovan sufrió una serie de lesiones que lo dejaron fuera de las convocatorias por el resto del año. Además de esto, Donovan anunció a finales de la temporada 2012 que iba a tomarse un descanso indefinido del fútbol profesional.
Donovan regresó al fútbol en marzo de 2013, pero fue solo en junio de ese año que volvió a ser incluido en una convocatoria oficial, siendo incluido en la lista provisional de 35 jugadores que participarán representando a los Estados Unidos en la Copa de Oro de la Concacaf en julio, con su llamado confirmándose el 25 de junio una vez que se filtraron los nombres de algunos jugadores en la lista final. Antes de esto, Klinsmann lo había dejado fuera de la lista de jugadores convocados para los cruciales partidos de eliminatorias mundialistas en junio, haciendo eco a declaraciones que había hecho el entrenador alemana semanas atrás en las que indicaba que en ese momento había jugadores cuyo nivel estaba por encima del de Donovan y que este último tenía que volver a ganarse su puesto en el equipo para ameritar un nuevo llamado a la selección.
Donovan jugó su primer partido con la selección nacional el 5 de julio de 2013, casi un año después de su última presentación internacional, anotando dos goles en un amistoso frente a Guatemala que sirvió de preparación para la Copa de Oro y que Estados Unidos ganaría con facilidad 6-0. Con los dos goles Donovan sobrepasó las cincuenta anotaciones con la selección nacional. En el primer partido del torneo frente a Belice, Donovan anotó un gol y también proporcionó una asistencia, sobrepasando así las cincuenta. Con esa última se convirtió en el primer jugador en el mundo en alcanzar por lo menos 50 goles y 50 asistencias a nivel internacional. Días después fue instrumental en la goleada 5-1 sobre El Salvador en cuartos de final, partido en el cual anotó un gol y entregó tres asistencias. El 25 de julio jugó su partido número 150 con su selección y anotó los dos goles de la victoria en las semifinales del torneo. La actuación de Donovan fue vital para la conquista del título en forma invicta por parte de los Estados Unidos, desempeño que le valió el Balón de Oro como el mejor jugador del torneo, además de compartir la Bota de Oro como máximo goleador junto a su compañero Chris Wondolowski y el panameño Gabriel Torres.
El 29 de agosto de 2013 volvió a ser convocado para partidos de clasificación para la Copa Mundial de Fútbol de 2014 después de más de un año, con miras a dos encuentros importantes frente a Costa Rica y México.
Hasta 2013, ha sido el único jugador de la selección de Estados Unidos en recibir el premio al Futbolista Honda del Año en siete ocasiones, honor otorgado cada año por la prensa especializada de ese país al que consideran el mejor jugador de la selección. La prensa estadounidense también le nombró el "Jugador de la Década" en 2009. Actualmente, Donovan es el máximo anotador histórico de la selección de Estados Unidos y es el segundo jugador con más partidos jugados, detrás de Cobi Jones.
El 12 de mayo de 2014, el entrenador de la selección estadounidense Jürgen Klinsmann incluyó a Donovan en la lista provisional de 30 jugadores que representarán a Estados Unidos en la Copa Mundial de Fútbol de 2014. No obstante, a sorpresa y desaprobación de gran parte de la prensa especializada, Donovan fue dejado fuera de la lista final de jugadores el 22 de mayo de 2014. Seguido de esto, el 11 de junio, se anunció que trabajaría como analista de los partidos de la Copa del Mundo para ESPN a lo largo del torneo.
Semanas después de que Donovan anunciara que se retiraría del fútbol profesional a finales de 2014, la Federación de Fútbol de Estados Unidos anunció jugaría para la selección nacional en una última ocasión el 10 de octubre de 2014 en un amistoso frente a Ecuador en Connecticut. Donovan fue titular y jugó casi todo el primer tiempo de dicho encuentro hasta que fue reemplazado por Joe Corona, marcando así el último partido del futbolista a nivel internacional.

### Goles con la selección mayor nacional
Actualizado al 11 de septiembre de 2013.
| N.º | Fecha                    | Lugar                                                    | Rival         | Gol   | Resultado | Competición                        |
| --- | ------------------------ | -------------------------------------------------------- | ------------- | ----- | --------- | ---------------------------------- |
| 1   | 25 de octubre de 2000    | Los Angeles Memorial Coliseum, Los Ángeles, EE. UU.      | México        | 1 – 0 | 2 – 0     | Amistoso                           |
| 2   | 19 de enero de 2002      | Rose Bowl, Pasadena, EE. UU.                             | Corea del Sur | 1 – 0 | 2 – 1     | Copa de Oro 2002                   |
| 3   | 2 de marzo de 2002       | Safeco Field, Seattle, EE. UU.                           | México        | 2 – 0 | 4 – 0     | Amistoso                           |
| 4   | 2 de marzo de 2002       | Safeco Field, Seattle, EE. UU.                           | México        | 4 – 0 | 4 – 0     | Amistoso                           |
| 5   | 16 de mayo de 2002       | Giants Stadium, East Rutherford, EE. UU.                 | Jamaica       | 4 – 0 | 5 – 0     | Amistoso                           |
| 6   | 14 de junio de 2002      | Estadio Mundialista de Daejeon, Daejeon, Corea del Sur   | Polonia       | 1 – 3 | 1 – 3     | Copa del Mundo 2002                |
| 7   | 17 de junio de 2002      | Estadio Mundialista de Jeonju, Jeonju, Corea del Sur     | México        | 2 – 0 | 2 – 0     | Copa del Mundo 2002                |
| 8   | 29 de marzo de 2003      | Qwest Field, Seattle, EE. UU                             | Venezuela     | 2 – 0 | 2 – 0     | Amistoso                           |
| 9   | 26 de mayo de 2003       | Spartan Stadium, San José, EE. UU                        | Gales         | 1 – 0 | 2 – 0     | Amistoso                           |
| 10  | 13 de julio de 2003      | Columbus Crew Stadium, Columbus, EE. UU.                 | Paraguay      | 1 – 0 | 2 – 0     | Amistoso                           |
| 11  | 13 de julio de 2003      | Gillette Stadium, Foxborough, EE. UU                     | Cuba          | 1 – 0 | 5 – 0     | Copa de Oro 2003                   |
| 12  | 13 de julio de 2003      | Gillette Stadium, Foxborough, EE. UU                     | Cuba          | 2 – 0 | 5 – 0     | Copa de Oro 2003                   |
| 13  | 13 de julio de 2003      | Gillette Stadium, Foxborough, EE. UU                     | Cuba          | 4 – 0 | 5 – 0     | Copa de Oro 2003                   |
| 14  | 13 de julio de 2003      | Gillette Stadium, Foxborough, EE. UU                     | Cuba          | 5 – 0 | 5 – 0     | Copa de Oro 2003                   |
| 15  | 18 de enero de 2004      | Home Depot Center, Carson, EE. UU.                       | Dinamarca     | 1 – 1 | 1 – 1     | Amistoso                           |
| 16  | 20 de junio de 2004      | Estadio Nacional de Granada, Saint George, Granada       | Granada       | 1 – 0 | 3 – 3     | Eliminatorias para el Mundial 2006 |
| 17  | 4 de septiembre de 2004  | Gillette Stadium, Foxborough, EE. UU.                    | El Salvador   | 2 – 0 | 2 – 0     | Eliminatorias para el Mundial 2006 |
| 18  | 13 de octubre de 2004    | Estadio RFK, Washington D. C., EE. UU.                   | Panamá        | 1 – 0 | 6 – 0     | Eliminatorias para el Mundial 2006 |
| 19  | 13 de octubre de 2004    | Estadio RFK, Washington D. C., EE. UU.                   | Panamá        | 2 – 0 | 6 – 0     | Eliminatorias para el Mundial 2006 |
| 20  | 4 de junio de 2005       | Rice-Eccles Stadium, Salt Lake City, EE. UU.             | Costa Rica    | 1 – 0 | 3 – 0     | Eliminatorias para el Mundial 2006 |
| 21  | 4 de junio de 2005       | Rice-Eccles Stadium, Salt Lake City, EE. UU.             | Costa Rica    | 2 – 0 | 3 – 0     | Eliminatorias para el Mundial 2006 |
| 22  | 8 de junio de 2005       | Estadio Rommel Fernández, Panamá, Panamá                 | Panamá        | 2 – 0 | 3 – 0     | Eliminatorias para el Mundial 2006 |
| 23  | 7 de julio de 2005       | Qwest Field, Seattle, EE. UU                             | Cuba          | 2 – 1 | 4 – 1     | Copa de Oro 2005                   |
| 24  | 7 de julio de 2005       | Qwest Field, Seattle, EE. UU                             | Cuba          | 4 – 1 | 4 – 1     | Copa de Oro 2005                   |
| 25  | 9 de julio de 2005       | Qwest Field, Seattle, EE. UU                             | Canadá        | 2 – 0 | 2 – 0     | Copa de Oro 2005                   |
| 26  | 20 de enero de 2007      | Home Depot Center, Carson, EE. UU.                       | Dinamarca     | 1 – 1 | 3 – 1     | Amistoso                           |
| 27  | 7 de febrero de 2007     | Estadio de la Universidad de Phoenix, Phoenix, EE. UU.   | México        | 2 – 0 | 2 – 0     | Amistoso                           |
| 28  | 25 de marzo de 2007      | Raymond James Stadium, Tampa, EE. UU                     | Ecuador       | 1 – 0 | 3 – 1     | Amistoso                           |
| 29  | 25 de marzo de 2007      | Raymond James Stadium, Tampa, EE. UU                     | Ecuador       | 2 – 1 | 3 – 1     | Amistoso                           |
| 30  | 25 de marzo de 2007      | Raymond James Stadium, Tampa, EE. UU                     | Ecuador       | 3 – 1 | 3 – 1     | Amistoso                           |
| 31  | 12 de junio de 2007      | Gillette Stadium, Foxborough, EE. UU                     | El Salvador   | 2 – 0 | 4 – 0     | Copa de Oro 2007                   |
| 32  | 16 de junio de 2007      | Gillette Stadium, Foxborough, EE. UU,                    | Panamá        | 1 – 0 | 2 – 1     | Copa de Oro 2007                   |
| 33  | 21 de junio de 2007      | Soldier Field, Chicago, EE. UU,                          | Canadá        | 2 – 0 | 2 – 1     | Copa de Oro 2007                   |
| 34  | 24 de junio de 2007      | Soldier Field, Chicago, EE. UU,                          | México        | 1 – 1 | 2 – 1     | Copa de Oro 2007                   |
| 35  | 19 de enero de 2008      | Home Depot Center, Carson, EE. UU.                       | Suecia        | 2 – 0 | 2 – 0     | Amistoso                           |
| 36  | 15 de junio de 2008      | Home Depot Center, Carson, EE. UU.                       | Barbados      | 4 – 0 | 8 – 0     | Eliminatorias para el Mundial 2010 |
| 37  | 11 de octubre de 2008    | Estadio RFK, Washington D. C., EE. UU.                   | Cuba          | 3 – 1 | 6 – 1     | Eliminatorias para el Mundial 2010 |
| 38  | 3 de junio de 2009       | Estadio Saprissa, San José, Costa Rica                   | Costa Rica    | 1 – 3 | 1 – 3     | Eliminatorias para el Mundial 2010 |
| 39  | 6 de junio de 2009       | Soldier Field, Chicago, EE. UU.                          | Honduras      | 1 – 1 | 2 – 1     | Eliminatorias para el Mundial 2010 |
| 40  | 14 de junio de 2009      | Estadio Loftus Versfeld, Pretoria, Sudáfrica             | Italia        | 1 – 0 | 1 – 3     | Copa Confederaciones 2009          |
| 41  | 28 de junio de 2009      | Coca-Cola Park, Johannesburgo, Sudáfrica                 | Brasil        | 2 – 0 | 2 – 3     | Copa Confederaciones 2009          |
| 42  | 10 de octubre de 2009    | Estadio Olímpico Metropolitano, San Pedro Sula, Honduras | Honduras      | 3 – 1 | 3 – 2     | Eliminatorias para el Mundial 2010 |
| 43  | 18 de junio de 2010      | Estadio Ellis Park, Johhanesburgo, Sudáfrica             | Eslovenia     | 1 – 2 | 2 – 2     | Copa del Mundo 2010                |
| 44  | 23 de junio de 2010      | Estadio Loftus Versfeld, Pretoria, Sudáfrica             | Argelia       | 1 – 0 | 1 – 0     | Copa del Mundo 2010                |
| 45  | 26 de junio de 2010      | Estadio Royal Bafokeng, Rustenburgo, Sudáfrica           | Ghana         | 1 – 1 | 1 – 2     | Copa del Mundo 2010                |
| 46  | 25 de junio de 2011      | Rose Bowl, Pasadena, EE. UU.                             | México        | 2 – 0 | 2 – 4     | Copa de Oro 2011                   |
| 47  | 26 de mayo de 2012       | EverBank Field, Jacksonville, EE. UU.                    | Escocia       | 1 – 0 | 5 – 1     | Amistoso                           |
| 48  | 26 de mayo de 2012       | EverBank Field, Jacksonville, EE. UU.                    | Escocia       | 3 – 1 | 5 – 1     | Amistoso                           |
| 49  | 26 de mayo de 2012       | EverBank Field, Jacksonville, EE. UU.                    | Escocia       | 4 – 1 | 5 – 1     | Amistoso                           |
| 50  | 6 de junio de 2013       | Estadio Qualcomm, San Diego, EE. UU.                     | Guatemala     | 2 – 0 | 6 – 0     | Amistoso                           |
| 51  | 6 de junio de 2013       | Estadio Qualcomm, San Diego, EE. UU.                     | Guatemala     | 4 – 0 | 6 – 0     | Amistoso                           |
| 52. | 9 de julio de 2013       | Jeld-Wen Field, Portland, EE. UU.                        | Belice        | 6 – 1 | 6 – 1     | Copa de Oro 2013                   |
| 53  | 13 de julio de 2013      | Estadio Rio Tinto, Sandy, EE. UU.                        | Cuba          | 1 – 1 | 4 – 1     | Copa de Oro 2013                   |
| 54  | 21 de julio de 2013      | M&T Bank Stadium, Baltimore, EE. UU.                     | El Salvador   | 4 – 1 | 5 – 1     | Copa de Oro 2013                   |
| 55  | 24 de julio de 2013      | Cowboys Stadium, Arlington, EE. UU.                      | Honduras      | 2 – 0 | 3 – 1     | Copa de Oro 2013                   |
| 56  | 24 de julio de 2013      | Cowboys Stadium, Arlington, EE. UU.                      | Honduras      | 3 – 1 | 3 – 1     | Copa de Oro 2013                   |
| 57  | 10 de septiembre de 2013 | Columbus Crew Stadium, Columbus, EE. UU.                 | México        | 2 – 0 | 2 – 0     | Eliminatorias para el Mundial 2014 |

### Participaciones en Copas del Mundo
| Mundial                               | Sede                  | Resultado        | Partidos | Goles |
| ------------------------------------- | --------------------- | ---------------- | -------- | ----- |
| Copa Mundial de Fútbol Sub-17 de 1999 | Nueva Zelanda         | Cuarto lugar     | 6        | 3     |
| Copa Mundial de Fútbol Sub-20 de 2001 | Argentina             | Octavos de final | 4        | 0     |
| Copa Mundial de Fútbol de 2002        | Corea del Sur - Japón | Cuartos de final | 5        | 2     |
| Copa Mundial de Fútbol de 2006        | Alemania              | Primera Fase     | 3        | 0     |
| Copa Mundial de Fútbol de 2010        | Sudáfrica             | Octavos de final | 4        | 3     |

### Participaciones en Copas de Oro
| Torneo                | Sede                    | Resultado             | Partidos | Goles |
| --------------------- | ----------------------- | --------------------- | -------- | ----- |
| Copa de Oro 2002      | Estados Unidos          | Campeón               | 5        | 1     |
| Copa de Oro 2003      | Estados Unidos - México | Semifinales           | 5        | 4     |
| Copa de Oro 2005      | Estados Unidos          | Campeón               | 6        | 3     |
| Copa de Oro 2007      | Estados Unidos          | Campeón               | 6        | 4     |
| Copa de Oro 2011      | Estados Unidos          | Subcampeón            | 6        | 1     |
| Copa de Oro 2013      | Estados Unidos          | Campeón               | 6        | 5     |
| Total en Copas de Oro | Total en Copas de Oro   | Total en Copas de Oro | 34       | 18    |

### Participaciones en Copa Confederaciones
| Copa Confederaciones      | Sede      | Resultado    | Partidos | Goles |
| ------------------------- | --------- | ------------ | -------- | ----- |
| Copa Confederaciones 2003 | Francia   | Primera Fase | 3        | 0     |
| Copa Confederaciones 2009 | Sudáfrica | Subcampeón   | 5        | 2     |

### Participaciones en Juegos Olímpicos
| Juegos Olímpicos      | Sede   | Resultado | Partidos | Goles |
| --------------------- | ------ | --------- | -------- | ----- |
| Juegos Olímpicos 2000 | Sídney | Semifinal | 4        | 1     |

### Participaciones en Eliminatorias
| Eliminatorias          | Resultado              | Partidos | Goles |
| ---------------------- | ---------------------- | -------- | ----- |
| Eliminatoria 2002      | Clasificado            | 4        | 0     |
| Eliminatoria 2006      | Clasificado            | 16       | 7     |
| Eliminatoria 2010      | Clasificado            | 15       | 5     |
| Eliminatoria 2014      | Clasificado            | 5        | 1     |
| Total en Eliminatorias | Total en Eliminatorias | 40       | 13    |

## Estadísticas
Actualizado a fin de carrera deportiva. 
| Club | Div.          | Temporada     | Liga (1) | Liga (1) | Liga (1) | Copas nacionales(2) | Copas nacionales(2) | Copas nacionales(2) | Torneos internacionales(3) | Torneos internacionales(3) | Torneos internacionales(3) | Total | Total | Total  |
| Club | Div.          | Temporada     | Part.    | Goles    | Asist.   | Part.               | Goles               | Asist.              | Part.                      | Goles                      | Asist.                     | Part. | Goles | Asist. |
| --- | ------------- | ------------- | -------- | -------- | -------- | ------------------- | ------------------- | ------------------- | -------------------------- | -------------------------- | -------------------------- | ----- | ----- | ------ |
| Bayer Leverkusen II · Alemania | 4.ª           | 1999/00       | 20       | 6        | 0        | -                   | -                   | -                   | -                          | -                          | -                          | 20    | 6     | 0      |
| Bayer Leverkusen II · Alemania | 4.ª           | 2000/01       | 8        | 3        | 0        | 1                   | 0                   | 0                   | -                          | -                          | -                          | 9     | 3     | 0      |
| Bayer Leverkusen II · Alemania | Total club    | Total club    | 28       | 9        | 0        | 1                   | 0                   | 0                   | -                          | -                          | -                          | 29    | 9     | 0      |
| San Jose Earthquakes (cedido) Estados Unidos | 1.ª           | 2001          | 28       | 12       | 10       | -                   | -                   | -                   | -                          | -                          | -                          | 28    | 12    | 10     |
| San Jose Earthquakes (cedido) Estados Unidos | 1.ª           | 2002          | 22       | 8        | 3        | -                   | -                   | -                   | -                          | -                          | -                          | 22    | 8     | 3      |
| San Jose Earthquakes (cedido) Estados Unidos | 1.ª           | 2003          | 26       | 16       | 6        | -                   | -                   | -                   | -                          | -                          | -                          | 26    | 16    | 6      |
| San Jose Earthquakes (cedido) Estados Unidos | 1.ª           | 2004          | 25       | 6        | 10       | 1                   | 0                   | 0                   | -                          | -                          | -                          | 26    | 6     | 10     |
| San Jose Earthquakes (cedido) Estados Unidos | Total club    | Total club    | 101      | 42       | 29       | 1                   | 0                   | 0                   | -                          | -                          | -                          | 102   | 42    | 29     |
| Bayer Leverkusen (cedido) · Alemania | 1.ª           | 2004/05       | 7        | 0        | 0        | -                   | -                   | -                   | 2                          | 0                          | 0                          | 9     | 0     | 0      |
| Bayer Leverkusen (cedido) · Alemania | Total club    | Total club    | 7        | 0        | 0        | -                   | -                   | -                   | 2                          | 0                          | 0                          | 9     | 0     | 0      |
| Los Angeles Galaxy Estados Unidos | 1.ª           | 2005          | 26       | 16       | 10       | 4                   | 2                   | 0                   | -                          | -                          | -                          | 30    | 18    | 10     |
| Los Angeles Galaxy Estados Unidos | 1.ª           | 2006          | 28       | 12       | 8        | 1                   | 0                   | 1                   | -                          | -                          | -                          | 29    | 12    | 9      |
| Los Angeles Galaxy Estados Unidos | 1.ª           | 2007          | 25       | 8        | 13       | -                   | -                   | -                   | -                          | -                          | -                          | 25    | 8     | 13     |
| Los Angeles Galaxy Estados Unidos | 1.ª           | 2008          | 25       | 20       | 9        | -                   | -                   | -                   | 5                          | 4                          | 0                          | 30    | 24    | 9      |
| Los Angeles Galaxy Estados Unidos | 1.ª           | 2009          | 29       | 15       | 6        | -                   | -                   | -                   | -                          | -                          | -                          | 29    | 15    | 6      |
| Los Angeles Galaxy Estados Unidos | 1.ª           | 2010          | 27       | 7        | 16       | -                   | -                   | -                   | 2                          | 0                          | 0                          | 29    | 7     | 16     |
| Los Angeles Galaxy Estados Unidos | 1.ª           | 2011          | 27       | 12       | 3        | 1                   | 0                   | 0                   | 8                          | 2                          | 2                          | 36    | 14    | 5      |
| Los Angeles Galaxy Estados Unidos | 1.ª           | 2012          | 31       | 11       | 14       | -                   | -                   | -                   | 1                          | 0                          | 0                          | 32    | 11    | 14     |
| Los Angeles Galaxy Estados Unidos | 1.ª           | 2013          | 24       | 10       | 9        | -                   | -                   | -                   | 3                          | 0                          | 1                          | 27    | 10    | 10     |
| Los Angeles Galaxy Estados Unidos | 1.ª           | 2014          | 36       | 13       | 21       | 1                   | 0                   | 0                   | 3                          | 0                          | 3                          | 40    | 13    | 24     |
| Los Angeles Galaxy Estados Unidos | 1.ª           | 2016          | 9        | 1        | 0        | -                   | -                   | -                   | -                          | -                          | -                          | 9     | 1     | 0      |
| Los Angeles Galaxy Estados Unidos | Total club    | Total club    | 287      | 125      | 109      | 7                   | 2                   | 1                   | 22                         | 6                          | 6                          | 316   | 133   | 116    |
| Bayern Múnich (cedido) · Alemania | 1.ª           | 2009/10       | 6        | 0        | 0        | 1                   | 0                   | 0                   | -                          | -                          | -                          | 7     | 0     | 0      |
| Bayern Múnich (cedido) · Alemania | Total club    | Total club    | 6        | 0        | 0        | 1                   | 0                   | 0                   | -                          | -                          | -                          | 7     | 0     | 0      |
| Everton (cedido) Inglaterra | 1.ª           | 2010/11       | 10       | 2        | 3        | 1                   | 0                   | 1                   | 2                          | 0                          | 0                          | 13    | 2     | 4      |
| Everton (cedido) Inglaterra | 1.ª           | 2011/12       | 7        | 0        | 3        | 2                   | 0                   | 2                   | -                          | -                          | -                          | 9     | 0     | 5      |
| Everton (cedido) Inglaterra | Total club    | Total club    | 17       | 2        | 6        | 3                   | 0                   | 3                   | 2                          | 0                          | 0                          | 22    | 2     | 9      |
| León · México | 1.ª           | 2018          | 6        | 0        | 0        | 2                   | 0                   | 0                   | 0                          | 0                          | 0                          | 8     | 0     | 0      |
| León · México | Total club    | Total club    | 6        | 0        | 0        | 2                   | 0                   | 0                   | 0                          | 0                          | 0                          | 8     | 0     | 0      |
| León · México | Total carrera | Total carrera | 440      | 178      | 144      | 13                  | 2                   | 4                   | 26                         | 6                          | 6                          | 485   | 186   | 154    |
| (1)Incluye datos de la Postemporada de la MLS (2001, 2002, 2003, 2004, 2005, 2009, 2010, 2011, 2012, 2013, 2014, 2016) (2)Incluye datos de la DFB-Pokal (2000/01, 2009/10); FA Cup (2010/11, 2011/12); US Open Cup (2004, 2005, 2006, 2011) (3)Incluye datos de la UEFA Champions League (2004/05); UEFA Europa League (2010/11); SuperLig Norteamericana (2008) Liga de Campeones de la CONCACAF (2010, 2011, 2012); |               |               |          |          |          |                     |                     |                     |                            |                            |                            |       |       |        |

### Resumen estadístico
|                                 | Partidos | Goles | Asistencias | Goles y Asistencias | Promedio Total |
| ------------------------------- | -------- | ----- | ----------- | ------------------- | -------------- |
| Major League Soccer             | 388      | 167   | 138         | 305                 | 0.78           |
| Bundesliga                      | 13       | 0     | 0           | 0                   | 0              |
| Premier League                  | 17       | 2     | 6           | 8                   | 0.47           |
| Regionalliga                    | 28       | 9     | 0           | 9                   | 0.32           |
| Copas nacionales                | 13       | 2     | 4           | 6                   | 0.46           |
| Copas internacionales           | 26       | 6     | 6           | 12                  | 0.46           |
| Total Clubes                    | 485      | 188   | 154         | 342                 | 0.70           |
| Selección Estados Unidos Sub-17 | 6        | 3     | 0           | 3                   | 0.5            |
| Selección Estados Unidos Sub-20 | 4        | 0     | 0           | 0                   | 0              |
| Selección E.E.U.U Olímpica      | 4        | 1     | 0           | 1                   | 0.25           |
| Selección de Estados Unidos     | 157      | 57    | 59          | 116                 | 0.73           |
| Total Selección                 | 171      | 61    | 59          | 120                 | 0.70           |
| Total                           | 656      | 249   | 213         | 462                 | 0.70           |

## Récords
- Máximo goleador histórico junto con Clint Dempsey de la Selección de Estados Unidos, ambos con 57 goles
- Máximo asistente histórico de la Selección de Estados Unidos con 58 asistencias.
- Segundo jugador con mayor cantidad de participaciones de la Selección de Estados Unidos.
- Tercer máximo goleador histórico de la MLS con 145 goles.
- Máximo asistente histórico de la MLS, con 136 asistencias.
- Miembro con mayor contribuciones del club 50/50.[106]
- Miembro de los únicos 13 jugadores en superar los 100 goles en la MLS.
- Máximo goleador histórico de la Copa Oro.
- Jugador que más veces ha ganado la Bota de Oro de la Copa Oro.
- Jugador con la mayor cantidad de partidos disputados en la Copa Oro.
- Segundo máximo ganador de la Copa Oro, por debajo de Guillermo Ochoa.
- Jugador que más veces aparece en el XI Ideal de la Copa Oro.
- Junto a Carlos Valderrama, son los únicos jugadores en ser MVP Juego de las Estrellas de la MLS.
- Fue nombrado de forma consecutiva en 14 veces en el Juego de las Estrellas de la MLS.
- Es el máximo ganador del premio al Futbolista del Año en Estados Unidos.
- Es el máximo ganador del premio al Futbolista del Año Fútbol de Primera.
- Máximo goleador de Los Angeles Galaxy.
- Segundo jugador con mayor presencias de Los Angeles Galaxy.
- Jugador que más veces aparece en el XI Ideal de la MLS.
- Jugador que más veces ha ganado la MLS Cup.[107]
- Es el máximo goleador de la Concacaf en la Copa Mundial de Fútbol.
- Es el máximo goleador de los Estados Unidos en la Copa Mundial de Fútbol.

## Estadísticas como entrenador
- Actualizado hasta el último partido dirigido el 24 de octubre de 2022.[108]

| Club                      | País           | Año           | PJ | PG | PE | PP | GF  | GC  | GD  | Efectividad |
| ------------------------- | -------------- | ------------- | -- | -- | -- | -- | --- | --- | --- | ----------- |
| San Diego Loyal           | Estados Unidos | 2020-2022     | 85 | 39 | 17 | 29 | 138 | 120 | +18 | 52.55%      |
| San Diego Wave (Interino) | Estados Unidos | 2024-presente | 0  | 0  | 0  | 0  | 0   | 0   | 0   | 0%          |

## Palmarés

### Campeonatos nacionales
| Título                 | Club                 | País           | Año  |
| ---------------------- | -------------------- | -------------- | ---- |
| Conference Cup         | San Jose Earthquakes | Estados Unidos | 2001 |
| MLS                    | San Jose Earthquakes | Estados Unidos | 2001 |
| Conference Cup         | San Jose Earthquakes | Estados Unidos | 2003 |
| MLS                    | San Jose Earthquakes | Estados Unidos | 2003 |
| Conference Cup         | Los Angeles Galaxy   | Estados Unidos | 2005 |
| MLS                    | Los Angeles Galaxy   | Estados Unidos | 2005 |
| US Open Cup            | Los Angeles Galaxy   | Estados Unidos | 2005 |
| MLS Supporters' Shield | Los Angeles Galaxy   | Estados Unidos | 2010 |
| MLS Supporters' Shield | Los Angeles Galaxy   | Estados Unidos | 2011 |
| Conference Cup         | Los Angeles Galaxy   | Estados Unidos | 2011 |
| MLS                    | Los Angeles Galaxy   | Estados Unidos | 2011 |
| Conference Cup         | Los Angeles Galaxy   | Estados Unidos | 2012 |
| MLS                    | Los Angeles Galaxy   | Estados Unidos | 2012 |
| Conference Cup         | Los Angeles Galaxy   | Estados Unidos | 2014 |
| MLS                    | Los Angeles Galaxy   | Estados Unidos | 2014 |

### Torneos internacionales
| Título          | Selección                | Sede           | Año  |
| --------------- | ------------------------ | -------------- | ---- |
| Copa de Oro (1) | Selección estadounidense | Estados Unidos | 2002 |
| Copa de Oro (2) | Selección estadounidense | Estados Unidos | 2005 |
| Copa de Oro (3) | Selección estadounidense | Estados Unidos | 2007 |
| Copa de Oro (4) | Selección estadounidense | Estados Unidos | 2013 |

### Distinciones individuales
| Distinción                                                       | Año                                                                                |
| ---------------------------------------------------------------- | ---------------------------------------------------------------------------------- |
| Balón de Oro en la Copa Mundial Sub-17                           | 1999                                                                               |
| Mejor Jugador Joven de los Estados Unidos                        | 2000                                                                               |
| MLS All-Star                                                     | 2001, 2002, 2003, 2004, 2005, 2006, 2007, 2008, 2009, 2010, 2011, 2012, 2013, 2014 |
| MLS All-Star Game MVP                                            | 2001, 2014                                                                         |
| Mejor Jugador Joven de la Copa Mundial de Fútbol                 | 2002                                                                               |
| All Star de la Copa Mundial de Fútbol (Reserva)                  | 2002                                                                               |
| Futbolista Honda del Año                                         | 2002, 2003, 2004, 2007, 2008, 2009, 2010                                           |
| XI Ideal de la Copa Oro                                          | 2002, 2003, 2005, 2007 (banca)                                                     |
| MVP de la MLS Cup                                                | 2003, 2011                                                                         |
| Bota de Oro de la Copa de Oro                                    | 2003, 2005, 2009, 2013                                                             |
| Futbolista del Año en Estados Unidos                             | 2003, 2004, 2009, 2010                                                             |
| MLS Best XI                                                      | 2003, 2008, 2009, 2010, 2011, 2012, 2014                                           |
| XI Ideal Histórico de la MLS                                     | 2005                                                                               |
| Premio ESPY al Mejor Jugador de la MLS                           | 2006, 2007, 2009, 2010, 2011                                                       |
| Máximo asistente de la MLS                                       | 2007, 2010, 2014                                                                   |
| MLS Gol del Año                                                  | 2009                                                                               |
| Jugador Más Valioso de la MLS                                    | 2009                                                                               |
| Futbolista Honda de la Década                                    | 2009                                                                               |
| Balón de Oro en la Copa de Oro de la Concacaf                    | 2013                                                                               |
| Nombrado en el XI Ideal Histórico de la selección estadounidense | 2013                                                                               |
| Premios Univision Deportes a la trayectoria                      | 2014                                                                               |
| Premio Walt Chyzowych a la carrera distinguida                   | 2017                                                                               |
| IFFHS Legends                                                    | 2020                                                                               |
| XI Ideal Histórico de los Estados Unidos según la IFFHS          | 2022                                                                               |
| Nombrado como el mejor jugador de la historia de la MLS          | 2023                                                                               |
| Salón de la Fama del Fútbol Nacional                             | 2023                                                                               |

| Predecesor: Michael Owen               | Premio al mejor jugador joven de la Copa Mundial de la FIFA 2002 | Sucesor: Lukas Podolski |
| Predecesor: Guillermo Barros Schelotto | Jugador Más Valioso de la Major League Soccer 2009               | Sucesor: David Ferreira |